# 孔口板

孔口板，亦稱孔板，是用於測量流速、減壓或限制流量的機械裝置。藉由孔口板計算，可以決定體積或質量流率。孔口板與文丘里噴嘴的原理相同，也就是伯努利定律。該定律指出，流體的壓力與流速相關；當流速增加，壓力便減少，反之亦然。

## 介紹

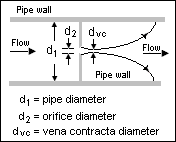
孔口板與其縮流頸

孔口板，顧名思義就是帶有孔洞的薄板，通常放置於輸送管線中。當流體（液體或氣體）通過孔口板，在孔口板上游會建立起微小的壓力，:85–86但在流體受力匯集並穿過孔洞之後，流速會隨之增加，而壓力則隨之降低。流體在孔口板下游縮口頸（vena contracta）位置達到最大會聚；在該點，流速達到極大，而壓力達到極小。越過縮流頸後，流體再度擴散，流速逐漸降低，而壓力再度提升。藉由測量孔口板上下游壓差，流速便可藉由伯努利定律及實驗係數求得。:7.1–7.3